# ارمیاس البرزی

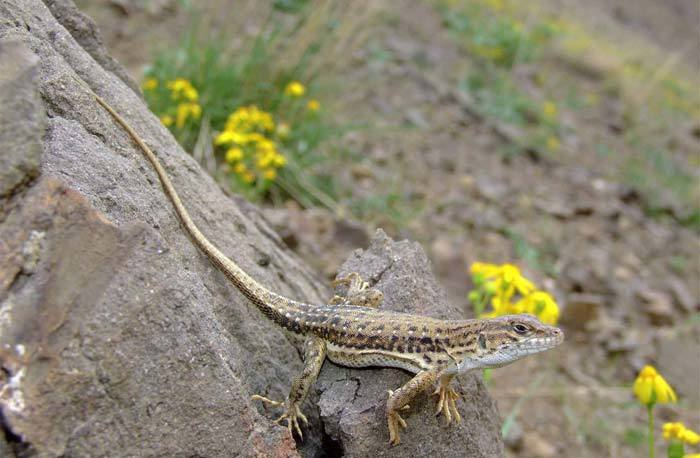

ارمیاس البرزی یا ارمیاس پاپنفوس (نام علمی: Eremias papenfussi) (معمولاً به عنوان تندروی پاپنفوس (Racerunner Papenfuss) شناخته می‌شود) گونه‌ای از سوسمارهای بومی ایران است.